# Elias Murr

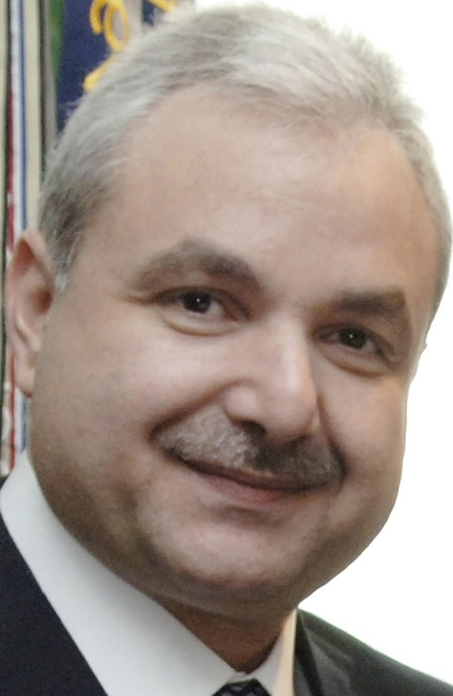
Elias Murr

Elias Michel al Murr (* 30. Januar 1962 in Bteghrine, Metn Nord) ist ein libanesischer Politiker. Seit 2005 ist er libanesischer Verteidigungsminister. 
Elias Murr ist ein Sohn des ehemaligen stellvertretenden Premierministers und Innenministers Michel Murr und gehört der griechisch-orthodoxen Kirche an. Er studierte Rechtswissenschaften in Genf mit Abschluss 1982. Von 1982 bis 1996 war er Bürgermeister von Bteghrine. Im Jahr 2000 folgte er seinem Vater als Innenminister; diese Funktion hatte er bis 2004 inne. Im gleichen Zeitraum fungierte er bereits interimistisch als Verteidigungsminister. Am 12. Juli 2005 wurde in Antelias nördlich von Beirut ein Attentat auf ihn verübt, bei dem er verletzt und zwei Personen getötet wurden.
Elias Murr ist der Neffe von Gabriel Murr, Geschäftsmann und Besitzer von MurrTV, sowie ehemaliger Schwiegersohn des ehemaligen Präsidenten Émile Lahoud. Er ist Vater von drei Kindern. 